# Vražda Briana Thompsona
Brian Thompson, generální ředitel společnosti UnitedHealthcare, byl 4. prosince 2024 zastřelen před vchodem do hotelu New York Hilton Midtown na Manhattanu v New Yorku. Byl ve městě, aby se zúčastnil výročního setkání investorů UnitedHealth Group, mateřské společnosti UnitedHealthcare. Ke střelbě došlo brzy ráno a vrah z místa činu utekl. Později bylo uvedeno, že podezřelým z vraždy byl 26letý Luigi Mangione. Thompson byl generálním ředitelem od dubna 2021 a jeho rodina uvedla, že mu bylo v minulosti vyhrožováno.
Úřady uvedly, že Mangione měl u sebe 3D pistoli a 3D tlumič, které se shodují s těmi, jež byly použity při útoku, a také krátký ručně psaný dopis federálním orgánům činným v trestním řízení (charakterizovaný jako manifest), v němž kritizoval americký systém zdravotní péče, pas a několik falešných průkazů totožnosti, včetně průkazu se stejným jménem, který použil při registraci v hostelu na Upper West Side na Manhattanu. Úřady rovněž uvedly, že jeho otisky prstů se shodují s těmi, které vyšetřovatelé našli poblíž místa střelby v New Yorku. Mangione byl zadržen v Pensylvánii bez možnosti kauce na základě obvinění z držení střelné zbraně bez licence, padělání a poskytnutí falešné identifikace obyvatele New Jersey policii. Na Mangioneho byl rovněž vydán zatykač s pěti obviněními z trestných činů v New Yorku, včetně vraždy druhého stupně. Mangioneho právník uvedl, že se k obviněním přizná. Policie se domnívá, že se inspiroval esejí Teda Kaczynského Industriální společnost a její budoucnost (1995) a motivem byly jeho osobní názory na zdravotní pojištění. Svou roli prý mohlo sehrát i zranění, které utrpěl.
Thompsonova smrt vyvolala reakce opovržení a posměchu vůči němu, skupině UnitedHealth Group i americkému systému zdravotní péče v širším smyslu, zejména v kontrastu s univerzálními systémy zdravotní péče používanými v jiných vyspělých zemích. Útočník byl na sociálních sítích chválen a vražda byla charakterizována jako zasloužená a oprávněná; tyto postoje souvisejí s hněvem nad obchodními praktikami společnosti UnitedHealth a obecně zdravotního pojištění ve Spojených státech - především nad jejich strategií odmítat klientům pojištění. Zejména Thompsonova smrt byla přirovnávána k újmě či smrti, kterou zažívají klienti, jimž je odepřena zdravotní péče.

## Pozadí

### Zdravotní péče v USA
V americkém systému zdravotní péče neexistuje univerzální státní zdravotní péče. Místo toho si musí Američané zakoupit zdravotní pojištění nebo si ho nechat poskytnout prostřednictvím svého zaměstnavatele, i když ne všichni zaměstnavatelé zdravotní pojištění poskytují. Pacienti, kteří potřebují léčbu, podávají žádost o schválení nebo proplacení své zdravotní pojišťovně, přičemž těm, kterým je léčba odmítnuta, je buď odmítnuta, nebo se dostanou do dluhů za zdravotní péči v řádu tisíců dolarů za nejzákladnější léčbu až po miliony dolarů za složitější léčbu. Žádosti jsou často zamítány automaticky, někdy systémy umělé inteligence, nebo z těch nejnepatrnějších uvedených důvodů, i když je léčba údajně hrazena pojistkou a je pro přežití pacienta kriticky důležitá. Pacienti, jejichž žádosti jsou schváleny, musí přesto často za schválenou léčbu zaplatit tisíce dolarů nebo i více. Byly vyvinuty snahy o reformu tohoto systému, například zavedením zákona Medicare for All Act či Obamacare. Tyto snahy však z velké části ztroskotaly na politickém lobbingu a příspěvcích na kampaně ze strany zdravotních pojišťoven. Dluhy za zdravotní péči jsou jednou z hlavních příčin bezdomovectví ve Spojených státech.

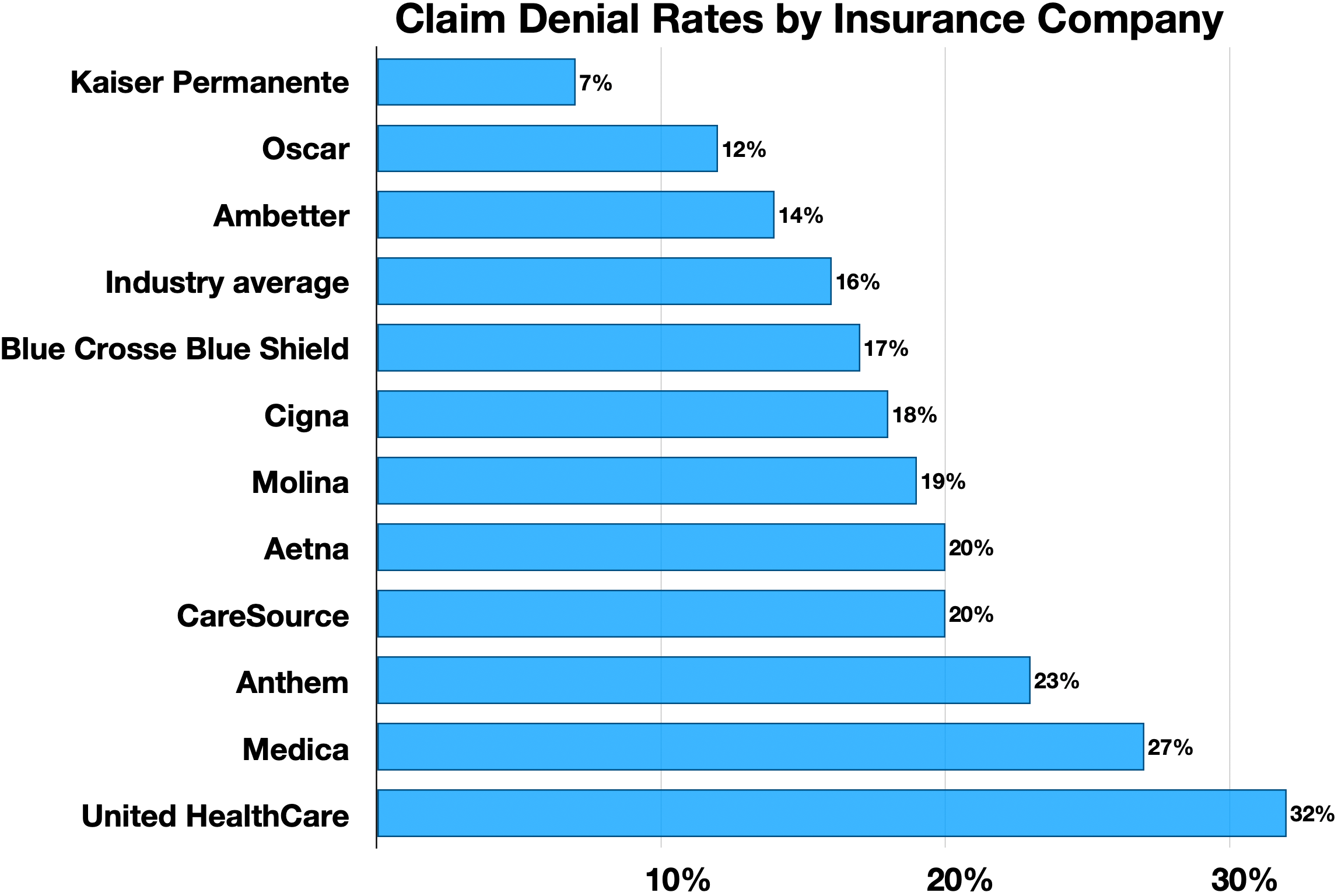
Míra zamítnutí pojistných událostí pojišťovnami, k 5. prosinci 2024

### Brian Thompson a UnitedHealthcare
Thompson byl od dubna 2021 až do své smrti generálním ředitelem (CEO) UnitedHealthcare, pojišťovací divize UnitedHealth Group. Jeho vdova Paulette řekla NBC News, že mu bylo vyhrožováno smrtí v souvislosti se špatnou a necitlivou politikou jeho společnosti.
Po Thompsonově smrti se objevily zprávy, že čelí žalobě, která jej a další vedoucí pracovníky obviňuje z obchodování s důvěrnými informacemi poté, co údajně prodali akcie v hodnotě milionů dolarů, zatímco společnost byla předmětem federálního vyšetřování, které nebylo akcionářům zveřejněno. Společnost UnitedHealth byla od října 2023 vyšetřována ministerstvem spravedlnosti a insideři včetně Thompsona mohli prodat 120 milionů USD osobně držených akcií UnitedHealth předtím, než hodnota akcií klesla.
UnitedHealthcare pojišťuje 49 milionů Američanů a ve fiskálním roce 2023 měla příjmy 281 miliard dolarů. V roce 2021 byl Thompson kritizován v otevřeném dopise Americké asociace nemocnic kvůli plánu UnitedHealthcare začít odmítat platby za to, co považovala za nekritické návštěvy nemocničních pohotovostí. Společnost UnitedHealthcare byla také široce kritizována za své nároky na klienty. Spolu s dalšími pojišťovnami byla jmenována ve zprávě Stálého vyšetřovacího podvýboru Senátu USA z října 2024, která ukázala prudký nárůst odmítnutí předchozího povolení pro pacienty Medicare Advantage. Pod Thompsonovým vedením navíc společnost UnitedHealthcare začala používat umělou inteligenci (AI) k automatizaci zamítání žádostí, což vedlo k tomu, že pacienti neměli přístup k potřebné lékařské péči. Hromadná žaloba podaná proti UnitedHealth Group v listopadu 2023 tvrdila, že společnost vědomě používala model AI, který měl 90% chybovost. V září 2024 se před sídlem dceřiné společnosti UnitedHealth Group a poskytovatele lékárenských služeb Optum v Eden Prairie ve státě Minnesota konala demonstrace, na níž protestující tvrdili, že obchodní praktiky společnosti Optum navyšují náklady na léky a vytlačují nezávislé lékárny z podnikání.

## Průběh
Thompson byl v New Yorku na výročním setkání investorů skupiny UnitedHealth Group, kam přijel 2. prosince. Dne 4. prosince 2024, kolem 6:45 místního času, šel Thompson po 54th Street směrem k hotelu New York Hilton Midtown, kde se setkání konalo. Před hotelem na něj několik minut čekal muž oblečený do světle hnědé nebo krémové mikiny s kapucí, který stál přibližně šest metrů od Thompsona. Když přišel ke vchodu, a vystřelil na něj z pistole ráže 9 mm s tlumičem nejméně dvakrát, přičemž ho zasáhl do zad a pravého lýtka.

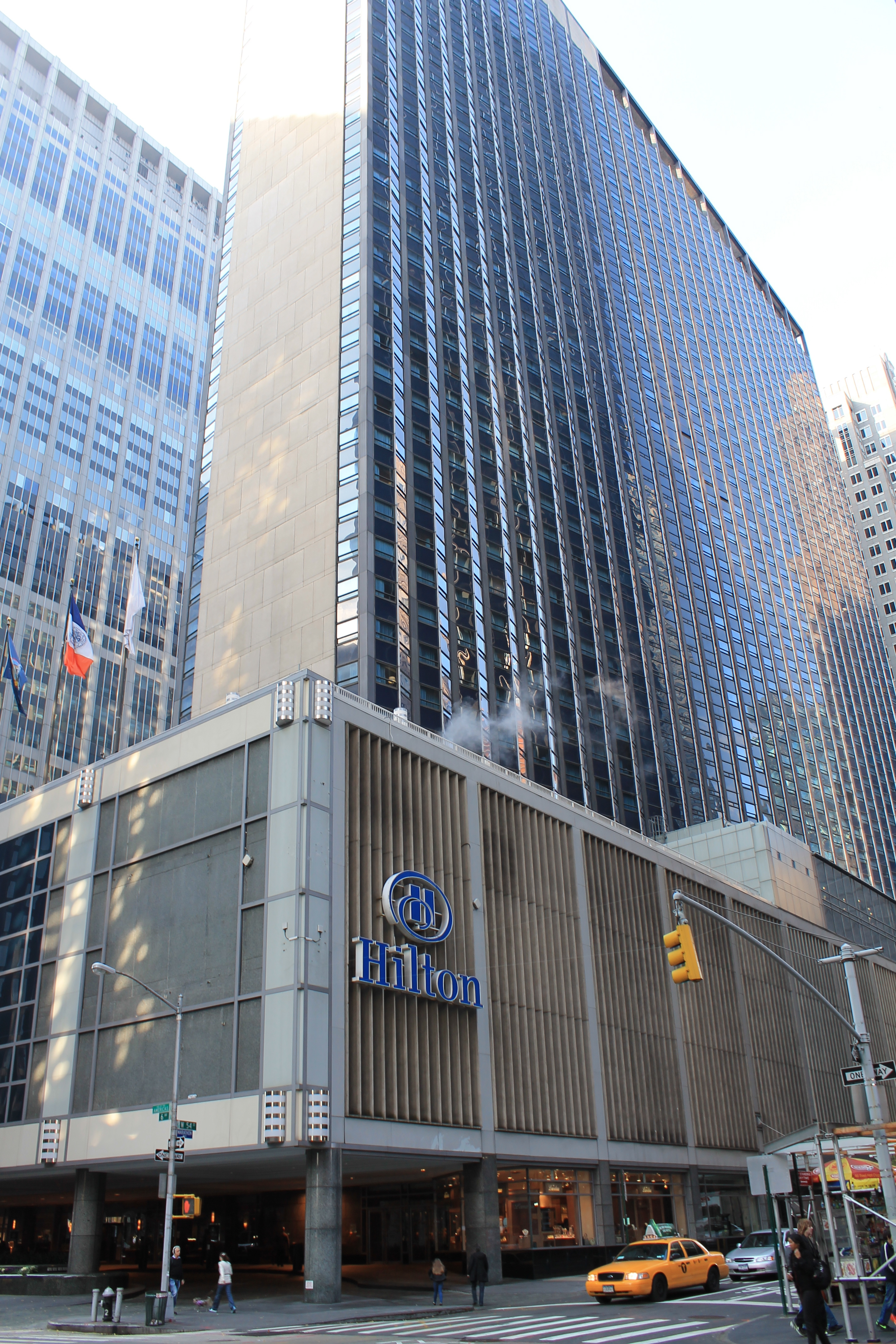
Hotel New York Hilton Midtown a napravo 54th Street, kde byl Brian Thompson zastřelen

Vraždu zaznamenala průmyslová kamera. Je vidět, jak střelec po každém výstřelu ručně spouští závěr, což pozorovatele zpočátku vedlo k domněnce, že se jednalo o nefunkční poloautomatickou pistoli, avšak uživatelé internetu spolu s policií poté vyslovili teorii, že se mohlo jednat o pistoli Brügger & Thomet VP9, nebo její variantu Brügger & Thomet Station SIX-9, což jsou opakovací střelné zbraně. Tento typ pistole je i na tlumenou střelnou zbraň obzvláště tichý, a to díky absenci poloautomatického odpalovacího mechanismu (zahrnujícího kovové části narážející na sebe), a vznikl jako zbraň pro tajné operace používaná speciálně k atentátům. Další analýza odborníků na střelné zbraně ukazuje, že původní teorie by mohla lépe odpovídat činnosti a pohybům střelce, protože na videu nikdy nejsou vidět charakteristické rotační pohyby rukou potřebné k nabití VP9, místo toho je vidět, jak na běžnou střelnou zbraň s rušivým tlumičem nacvakne závěr a znovu jej nacvakne, aby odstranil poruchu podávání.
Vrah z místa činu ujel na elektrokole. Thompson byl převezen do nemocnice Mount Sinai West, kde byl v 7:12 hodin prohlášen za mrtvého.

## Atentátník
Policie podezřelého popsala jako bělocha vysokého přibližně 185 cm, který měl na sobě světle hnědou nebo krémovou bundu s kapucí, tmavé kalhoty a černé tenisky s bílou podrážkou. Na zádech měl šedý batoh a obličej si zakrýval černou maskou. Podle policie se zdálo, že je zběhlý v používání střelných zbraní. Šéf detektivů newyorské policie Joseph Kenny prohlásil: „Ze sledování videa se skutečně zdá, že je zběhlý v používání střelných zbraní, protože byl schopen odstranit závady poměrně rychle.“
Do 8. prosince 2024 nebyl zadržen.
Podezřelý přijel do New Yorku 24. listopadu autobusem společnosti Greyhound. Trasa autobusu začínala v Atlantě, ale úřady nevědí, ze kterého města nebo obce podezřelý nastoupil. Dne 24. listopadu se podezřelý ubytoval v HI New York City Hostel na Upper West Side na Manhattanu - dříve Association Residence Nursing Home - s falešným průkazem totožnosti z New Jersey a zaplatil v hotovosti. Podezřelý v hostelu strávil kromě jedné noci z deseti dnů, které v New Yorku strávil, celou noc a odhlásil se až 3. prosince. Podle dvou zdrojů, s nimiž deník The New York Times hovořil a o nichž poprvé informoval 5. prosince 2024, se vyšetřovatelům nepodařilo podezřelého identifikovat. Policie 6. prosince uvedla, že podezřelý opustil město přes autobusové nádraží George Washington Bridge.

## Vyšetřování

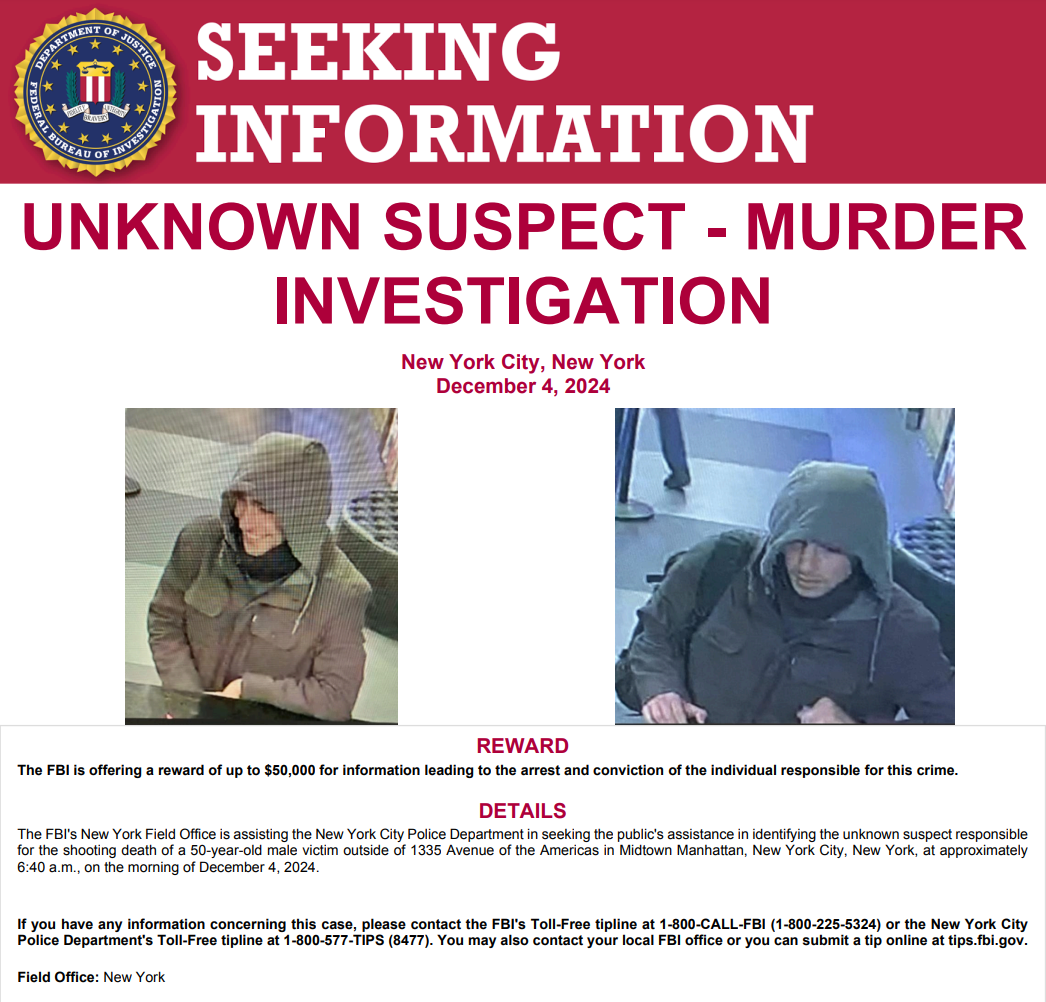
Plakát FBI pátrající po střelci

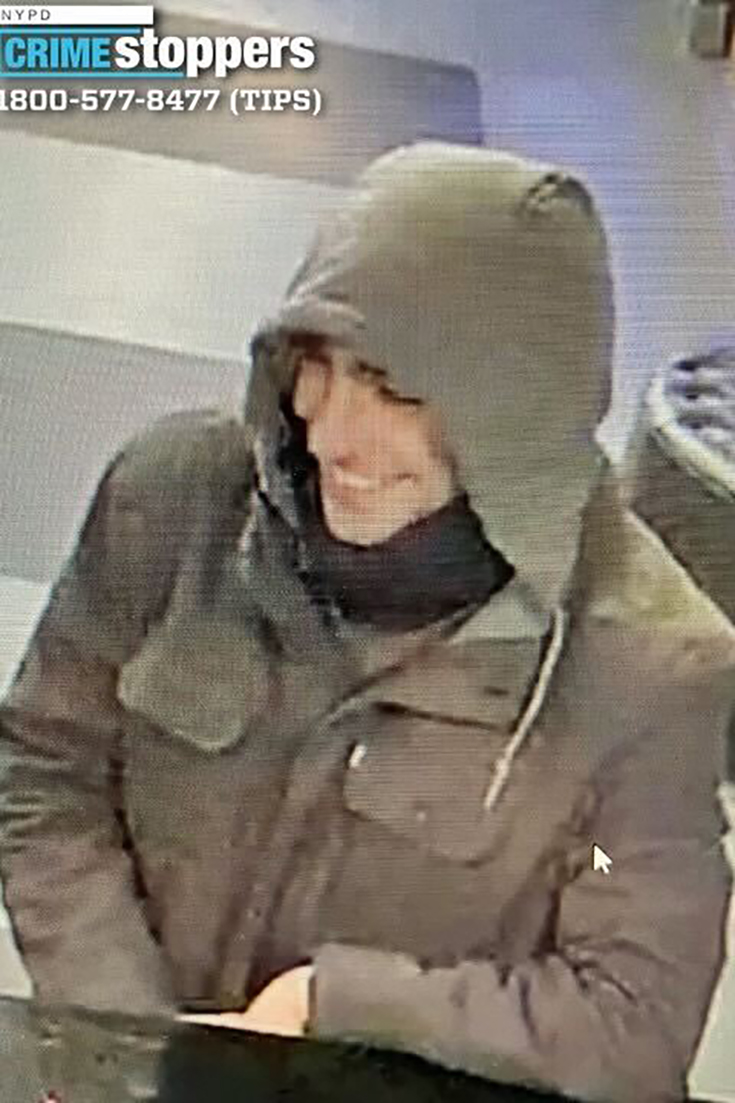
Luigi Mangione na bezpečnostní kameře

Newyorská policie a starosta Eric Adams uvedli, že vražda byla zřejmě cílená a nešlo o náhodný útok. Dne 4. prosince newyorská policie nabídla až 10 000 dolarů za informace o střelci. O den později úřady zveřejnily snímky podezřelého pořízené z bezpečnostních kamer v hostelu a kavárně Starbucks. Na dvou záběrech je vidět obličej podezřelého, včetně jednoho, na kterém se široce usmívá na pracovnici recepce v hostelu a údajně si po flirtování s pracovnicí sundal masku. Kromě odměny 10 000 dolarů, kterou nabídla newyorská policie, se do vyšetřování zapojila i FBI, která nabídla odměnu až 50 000 dolarů za informace vedoucí k zatčení a usvědčení.

### Zásobníky a nábojnice
Na místě činu byly nalezeny tři vystřelené nábojnice a tři nevystřelené nábojnice. Na nábojnicích byla napsána slova „delay“, „deny“ a „depose“. Původně se mělo za to, že „Delay“ znamená „obhajovat“. „Depose“ bylo napsáno na nábojnici z náboje vystřeleného do Thompsona, zatímco ‚delay‘ bylo vyznačeno na nevystřelené nábojnici vyhozené při nabíjení pistole střelcem, pravděpodobně za účelem odstranění zaseknutí nebo úmyslného vyhození ostrého náboje. Policie zkoumá, zda tato slova nenaznačují motiv; „zdržovat, popírat, bránit se“ je známá fráze pojišťovacího průmyslu o nevyplácení pojistného plnění. „Delay, Deny, Defend“ je zároveň kniha Jaye M. Feinmana, penzionovaného profesora Rutgers Law School, z roku 2010, v níž kritizuje americký systém zdravotního pojištění. Částečně na základě důkazů z nábojnic James Alan Fox, profesor kriminologie, práva a veřejné politiky na Northeastern University, tvrdí, že Thompsonova vražda byla pravděpodobně vraždou z pomsty.

### Ostatní shromážděné důkazy
Kromě nábojnic byla na místě činu nalezena také láhev s vodou, obal od bonbónu a telefon, o kterém se předpokládá, že je spojen se střelcem. Dne 6. prosince policie uvedla, že v Central Parku našla batoh střelce, který obsahoval bundu značky Tommy Hilfiger a peníze z Monopolů.

### Zadržení podezřelého
Osoba podezřelá z vraždy byla 9. prosince zadržena v restauraci McDonald's ve městě Altoona ve státě Pensylvánie, asi 450 km západně od New Yorku. Měl u sebe 3D tištěnou zbraň a 3D tištěný tlumič podobný tomu, který byl použit při střelbě, třístránkový manifest a falešný průkaz totožnosti se stejným jménem, které údajný střelec použil při registraci v hostelu na Manhattanu. Podezřelý byl identifikován a zatčen na základě místních obvinění v Altooně v souvislosti se zbraní a jeho jméno bylo zveřejněno v médiích. Podle místního vyššího policejního důstojníka se v manifestu, který měl zatčený u sebe, výslovně zmiňuje společnost UnitedHealthcare, zdůrazňuje její velikost a značné příjmy a kritizuje zdravotnické společnosti za to, že upřednostňují zisk před péčí o pacienty. V manifestu se také píše: „Omlouvám se za případné rozbroje a traumata, ale muselo to tak být“ a že „ti paraziti si to zasloužili.“ Ke konci dne byl zatčený jedinec obviněn z vraždy v New Yorku. Na crowdfundingovou sbírku GiveSendGo vytvořil „The December 4th Legal Committee“ ve Stone Harboru v New Jersey. Její počáteční cíl sbírky byl 50 000 dolarů.

## Vrah

### Životopis
Luigi Mangione se narodil 6. května 1998 v Towsonu ve státě Maryland. Je synem Louise Mangioneho a patří do prominentní marylandské rodiny známé svými nemovitostmi a filantropií. Navštěvoval Gilman School, soukromou střední školu pro chlapce v Baltimoru, kde v roce 2016 odmaturoval jako premiant. Vysokoškolské vzdělání získal na Pensylvánské univerzitě, instituci zařazené do prestižní skupiny univerzit Ivy League, kterou absolvoval s vyznamenáním a v roce 2020 získal titul bakaláře inženýrství (BSE) v oboru počítačové inženýrství a také titul magistra inženýrství (MSE) v oboru počítačové a informační vědy. Jeho bakalářské studium zahrnovalo vedlejší obor matematika a jeho postgraduální studijní program se zaměřoval na umělou inteligenci.
Jeho poslední známé bydliště bylo v Honolulu na Havaji. V listopadu 2024 nahlásila Mangioneho pohřešování jeho matka, která uvedla, že rodina o něm od července téhož roku nemá žádné zprávy. Přibližně v téže době v létě 2024 přestal Mangione publikovat na sociálních sítích. Mangionova matka kontaktovala policejní oddělení v San Franciscu, protože se domnívala, že Mangione žije v San Franciscu a má v této oblasti práci.

### Údajný manifest
Novinář Ken Klippenstein zveřejnil 10. prosince 2024 údajnou ručně psanou poznámku o 262 slovech, kterou napsal Mangione. V dokumentu se Mangione přímo obrátil na federální orgány činné v trestním řízení a uvedl, že jednal sám a že jeho metody zahrnují „elementární sociální inženýrství, základní CAD a spoustu trpělivosti“. Odvolával se na zápisník obsahující poznámky a seznamy úkolů, zmínil, že jeho technika byla „uzamčena“ kvůli jeho inženýrské práci, a omluvil se za způsobení „sváru nebo traumatu“, přičemž trval na tom, že to muselo být provedeno. Podle deníku The New York Times se zmínka o CAD zřejmě vztahuje k procesu 3D tisku plastového rámu zbraně.
V poznámce charakterizoval vedoucí pracovníky ve zdravotnictví jako parazity, kteří „si to zasloužili“, a kritizoval americký systém zdravotní péče s tím, že přestože je nejdražší na světě, Amerika je zhruba na 42. místě v průměrné délce života. Konkrétně se zmiňoval o tržní kapitalizaci UnitedHealth a popisoval ji jako jednu z největších amerických společností, hned za Applem, Googlem a Walmartem. Mangione tvrdil, že ačkoli mnoho jednotlivců osvětlilo korupci a chamtivost v americkém systému zdravotní péče již před desítkami let, problémy nadále přetrvávají. Mangione napsal, že v tuto chvíli „nejde o otázku informovanosti, ale zjevně o mocenské hry“, a na závěr se označil za „prvního, kdo se k tomu postavil tak brutálně upřímně“.

### Možné důvody
Současnou vyšetřovací teorií motivu je zlost vůči zdravotním pojišťovnám. Policie se domnívá, že motiv souvisel s úrazem, který Mangione utrpěl a kvůli němuž navštívil v červenci 2023 pohotovost. Na fotografiích, které Mangione zveřejnil na internetu, byly vidět šrouby v jeho zádech. Mangione měl spondylolistézu, onemocnění dolní části zad. Zdroje sdělily CBS, že se domnívají, že Mangione měl zášť vůči UnitedHealthcare i dalším zdravotním pojišťovnám, přičemž on sám nebyl pojištěn u UnitedHealthcare. Šéf detektivů newyorské policie Joseph Kenny se domnívá, že Mangione se na ně mohl zaměřit kvůli velikosti společnosti.
Policie se domnívá, že Mangione se inspiroval knihou Teda Kaczynského Průmyslová společnost a její budoucnost. Na Mangioneho účtu na serveru Goodreads byla zveřejněna recenze Kaczynskeho knihy, která popisovala Kaczynského jako „právem uvězněného“ a kritizovala jeho použití násilí proti nevinným osobám. Recenze, která manifestu udělila čtyři hvězdičky z pěti, obsahovala také citát, o němž recenzent tvrdil, že jej našel na internetu. Citát obsahoval věty „‚Násilí nikdy nic nevyřešilo‘ je výrok, který pronášejí zbabělci a predátoři“ a „když selžou všechny ostatní formy komunikace, je násilí nezbytné k přežití“.
Podle serveru Business Insider Mangioneho příspěvky na sociálních sítích podpořily myšlenku, že „jeho světonázor byl ovlivněn reakčními pravicovými mysliteli“. Mangione projevoval skeptický postoj k Joe Bidenovi i Donaldu Trumpovi a zároveň zjevně podporoval kandidaturu Roberta F. Kennedyho ml. na prezidenta v roce 2024. Časopis Time uvedl, že nedokáže rozlišit, zda jsou jeho politické názory levicové, nebo pravicové. The Spectator napsal, že jeho světonázor „nelze přiřadit ke standardní ose levice-pravice“, zatímco Jacobin uvedl, že zastával „směsici názorů a politických přesvědčení, které nelze úhledně zařadit do žádné kategorie politického spektra“. Na sociálních sítích vyjadřoval obavy z důsledků pornografie, programů DEI, klesající porodnosti, wokeismu, sekularizace a úpadku křesťanství a propagoval tradicionalistické myšlenky. Více zdrojů uvádí, že Mangione sledoval demokratickou zastupitelku Alexandru Ocasio-Cortezovou, stejně jako RFK Jr. a další, což ukazuje, že je politicky nezařazený a hlavně „antisystémový“

## Reakce

### Rodina
Vdova po Thompsonovi Paulette vydala po vraždě prohlášení, v němž uvedla, že ona a její rodina jsou „zdrceni nesmyslným zabitím“, a svého manžela označila za „neuvěřitelně milujícího, velkorysého a talentovaného muže“ a „neuvěřitelně milujícího otce našich dvou synů“.

### Politici
V reakci na zabití vyjádřili veřejní činitelé včetně minnesotského guvernéra Tima Walze a senátorky Amy Klobucharové zděšení a kondolovali rodině. Walz uvedl, že Thompsona znal. Končící zástupce Sněmovny reprezentantů Dean Phillips napsal, že je „zděšen vraždou mého voliče Briana Thompsona dnes ráno v New Yorku a mám jeho rodinu v modlitbách.“ V rozhovoru pro pořad This Week televize ABC 8. prosince 2024 zástupce Sněmovny reprezentantů Ro Khanna v souvislosti s Thompsonovým zabitím řekl, že „násilí nelze ospravedlnit“, a zároveň vyjádřil podporu zákonu Medicare for All Act a tvrdil, že „po letech Sanders v této debatě vítězí.“ Khanna také pochválil prohlášení, které senátor Bernie Sanders zveřejnil den po vraždě a které znělo: „Stovky miliard ročně vyplýtváme na administrativní výdaje na zdravotní péči, na kterých neuvěřitelně bohatnou ředitelé pojišťoven a bohatí akcionáři, zatímco 85 milionů Američanů není pojištěno nebo je pojištěno nedostatečně. Zdravotní péče je lidské právo. Potřebujeme Medicare for All.“

### Pojišťovací společnosti
Společnosti UnitedHealthcare, Blue Cross Blue Shield a CVS Health, která provozuje společnost Aetna, po Thompsonově zabití odstranily ze svých webových stránek fotografie a další informace o svých vedoucích pracovnících. Podle soukromé bezpečnostní firmy Allied Universal se v následujících dnech po Thompsonově smrti zvýšil počet dotazů na ochranné služby a zabezpečení generálních ředitelů a vedoucích pracovníků společností. Michael Sherman, bývalý hlavní lékař společnosti Point32Health, zdůvodnil obavy vedoucích pracovníků zdravotních pojišťoven slovy: „Nezdá se paranoidní obávat se, že někdo, komu byly odepřeny služby, o nichž se může domnívat, že jsou důležité, může být v emočně nestabilním stavu.“ S odkazem na internetovou reakci na Thompsonovu smrt Jeffrey Sonnenfeld, ředitel Chief Executive Leadership Institute spojený s Yaleovou univerzitou, řekl: „Viděli jsme děsivé, podivné obrácení rozzlobených a vyšinutých lidí.“ Jeden z vedoucích pracovníků zdravotních pojišťoven byl citován Financial Times, který uvedl, že výhrůžky zdravotním pojišťovnám jsou běžné a že: „Stávalo se nám, že jste odmítli protonovou laserovou terapii pro dítě se záchvaty a rodič byl šílený.“Jiný manažer byl citován, jak říká: „Nejvíce znepokojující je schopnost lidí schovat se za klávesnici a ztratit svou lidskost.“
Po zabití zrušila asociace Blue Cross Blue Shield kontroverzní rozhodnutí o časovém omezení úhrady chirurgických anestetik.

### Veřejnost
Drtivá většina lidí vyjadřovala své pohrdání Thompsonem, UnitedHealthcare a americkým systémem zdravotního pojištění a zároveň chválila neznámého útočníka za jeho činy. Uživatelé sdíleli osobní příběhy o újmě a smrti, které utrpěli v důsledku zamítnutí žádosti o odškodnění, a vtipkovali o vraždě pomocí memů a černého humoru. Anthony Zenkus, přednášející na Kolumbijské univerzitě, na sociálních sítích uvedl:
| „                | Všichni lidé, kteří si myslí, že je vražda spáchána, jsou v pořádku: „Dnes truchlíme nad smrtí .... Briana Thompsona, zastřeleného ... počkat, omlouvám se - dnes truchlíme nad smrtí 68 000 Američanů, kteří každý rok zbytečně umírají, aby se manažeři pojišťoven jako Brian Thompson mohli stát multimilionáři | “ |
| — Anthony Zenkus | |   |

Jeden z lékařů řekl deníku The Daily Beast, že věří, že pachatel by měl být postaven před soud, ale zároveň uvedl, že Thompsonova role generálního ředitele vedla k velkému utrpení a ztrátám na životech, které popsal jako „v řádu milionů“, a dodal, že „[je] pro mě těžké soucítit, když kvůli jeho společnosti trpělo tolik lidí.“
Oblíbený komentář na subredditu r/nursing zesměšňoval Thompsonovu smrt napodobením dopisu o odmítnutí úhrady Thompsonovy pohotovostní péče. Výzkumný ústav Network Contagion Research Institute zjistil, že z deseti nejoblíbenějších příspěvků na sociální síti X bylo šest příspěvků, které implicitně nebo explicitně podporovaly zabití Thompsona nebo jeho osobu minimálně kritizovaly. Některé zvýrazněné komentáře vyzývaly k dalším atentátům na generální ředitele a k třídnímu boji. Výzkumník z institutu uvedl, že atentát byl rámován jako „jakýsi zahajovací úder v třídním boji“ a že chvála za zabití zazněla napříč politickým spektrem. Po Thompsonově smrti mateřská společnost UnitedHealthcare, UnitedHealth Group, zveřejnila na Facebooku prohlášení s podrobnostmi o úmrtí a oficiální kondolenci. Ačkoli byla sekce komentářů k příspěvku deaktivována, přibližně 90 000 uživatelů Facebooku na něj reagovalo reakcí „Haha“.
Novinářka Taylor Lorenz zveřejnil fotografii dalšího generálního ředitele zdravotní pojišťovny s prázdnou kolonkou pro datum úmrtí, doplněnou popiskem, v němž se zamýšlí nad tím, zda poslat „jsi na řadě“ dalším generálním ředitelům, kteří působí ve stejném odvětví. Lorenz později uvedla, že „vysvětlovala nálady veřejnosti“ a že osobně není pro násilí. Robert Pape, odborník na politické násilí z Chicagské univerzity, řekl deníku The Guardian, že reakce internetových komentátorů svědčí o rostoucím souhlasu Američanů s násilím při řešení občanských sporů. Zeynep Tufekciová, profesorka sociologie a veřejných záležitostí na Princetonské univerzitě a publicistka deníku New York Times, uvedla, že reakce veřejnosti na Thompsonovu vraždu „by měla rozeznít všechny poplašné zvony“ a připomíná reakci na velmi vysokou míru korporátní chamtivosti, vykořisťování a ekonomické nerovnosti v období tzv. amerického pozlaceného věku, které se vyznačovalo násilnými „politickými hnutími, jež se zaměřovala na korporátní titány, politiky, soudce a další.“ Dále uvedla, že „koncentrace extrémního bohatství ve Spojených státech nedávno překonala koncentraci z doby pozlaceného věku. A zdá se, že vůle politiků prosazovat široká veřejná řešení se téměř vytratila. Obávám se, že namísto éry reforem se reakce na tento násilný čin a na všeobecný hněv, který vyvolal, omezí na další kolo ústupu nejbohatších.“